# Högsjö nya kyrka
Högsjö nya kyrka är en kyrkobyggnad i Högsjö socken i Härnösands kommun. Den tillhör Högsjö församling i Härnösands stift.

## Kyrkobyggnaden
Kyrkan uppfördes 1789 av Simon Geting efter ritningar av arkitekt Per Hagmansson.
Kyrkan är byggd av gnejs och tegel. Den består av rektangulärt långhus med kor i öster och torn i väster.
Vid mitten av 1800-talet fick kyrkorummet sin nuvarande utformning. Korets hjälmvalv har målningar utförda av Sven Linnborg.

## Inventarier
- Nuvarande altartavla är målad av Sven Linnborg och tillkom vid en renovering 1908-1909. Tidigare altartavla av Olof Hofrén hänger på norra väggen.

### Webbkällor
”Högsjö kyrka”. Svenska kyrkan. Arkiverad från originalet den 18 april 2013. https://archive.is/20130418115949/http://www.svenskakyrkan.se/default.aspx?id=648710. Läst 6 mars 2011.
- Reseguiden[död länk]